# رامبرانت بيل
رامبرانت بيل (بالإنجليزية: Rembrandt Peale)‏ (من مواليد 22 فبراير 1778 - 3 أكتوبر 1860) كان فنانًا أمريكيًا وحارس متحف. وقد كان رسام بورتريه غزير الإنتاج، ونال استحسانًا بسبب مطابقته لرسم الرئيسين جوج واشنطن وتوماس جفرسون. وقد تأثر أسلوب بيل بالكلاسيكية الجديدة الفرنسية بعد الإقامة في باريس في أوائل الثلاثينات من عمره.

## سيرته الذاتية
ولد رامبرانت بيل لأمه راشيل بروير ووالده تشارلز ويليسون بيل في مقاطعة بكس في بنسلفانيا وذلك في تاريخ 22 فبراير عام 1778 وكان ترتيبه الثالث بين ستة أطفال على قيد الحياة (إذ مات 11 طفلًا). وقد أطلق عليه الأب تشارلز، وهو أيضًا فنان بارز، اسم الرسام والنقاش الهولندي المشهور في القرن السابع عشر رامبرانت هارمنتزون فان ريجن. كما علم والده جميع أطفاله بما في ذلك رافائيل بيل وروبنز بيل وتيتيان بيل رسم المناظر الطبيعية والبورتريه وعلّم رامبرانت الفنون والعلوم. بدأ رامبرانت الرسم في سن الثامنة. وبعد عام من وفاة والدته وزواج والده من جديد ترك بيال مدرسة الفنون وأكمل أول صورة شخصية له في سن 13 عامًا. توضح اللوحة القماشية الإتقان المبكر للفنان الشاب. ولكن الملابس تعطي فكرة مفادها أن بيل بالغ في مظهر طفل يبلغ 13 سنة من العمر، ويشبه شعر بيل المجعد شعر ملاك عصر النهضة. وفي وقت لاحق من حياته «عرض بيل هذه اللوحة في كثير من الأحيان للمبتدئين الشباب، لتشجيعهم على الانتقال من السيء إلى الأفضل...».
قدم تشارلز ويليسون بيل ابنه رامبرانت إلى جورج واشنطن، وشاهد الفنان الطامح الشاب والده يرسم رئيس المستقبل في يوليو عام 1787. وفي عام 1787 قد رسم رامبرانت في سن الـ 17 عامًا من عمره واشنطن العجوز جاعلًا إياه يبدو أكثر عمرًا من الواقع. وقد تلقت الصورة استحسانًا جيدًا، حيث بدأ رامبرانت خطوته الأولى.
في سن العشرين، تزوج بيل من إلينور ماي شورت البالغة من العمر 22 عامًا (1776-1836) في كنيسة القديس يوسف الكاثوليكية في فيلادلفيا. وأثناء زواجهما، كان بيال وشورت قد أنجبا تسعة أطفال: من بينهم روزالبا وإليانور ومايكل أنجيلو وأنجيليكا وإيما كلارا. وتزوج في عام 1840 هارييت كاني (1799-1869) التي كانت إحدى تلاميذه وفنانة في حد ذاتها.
انتقل بيل في عام 1822 إلى مدينة نيويورك، حيث شرع في محاولة لرسم ما كان يأمل أن يصبح (شبهًا قياسيًا) لواشنطن. درس صور لفنانين آخرين من بينهم جون ترامبول وجيلبرت ستيوارت ووالده، بالإضافة إلى صورته الخاصة التي رسمها عام 1795 التي لم ترضيه أبدًا. ويصور عمله الناتج (أب الوطن) المكتمل عام 1824 واشنطن من خلال نافذة بيضاوية ويعتبرها العديد من الناس في المرتبة الثانية فقط بعد لوحة أثينايوم جيلبرت ستيوارت الشهيرة للرئيس الأول. وحاول بيل بعد ذلك الاستفادة من نجاح ما أصبح يعرف باسم صورة (بورتول). وقام الكونغرس بشراء باترياي باتر (الاسم اللاتيني لمصطلح أب الوطن) في عام 1832 مقابل 2000 دولار. وهي معلقة حاليًا في مجلس الشيوخ القديم.
ساعد بيل في تأسيس الأكاديمية الوطنية للتصميم في مدينة نيويورك في عام 1826.
واصل بيل إنشاء أكثر من 70 نسخة متماثلة مفصلة، بما في ذلك واحدة لواشنطن يرتدي زيًا عسكريًا كاملًا معلقة حاليًا في المكتب البيضاوي. وواصل بيل رسم صور أخرى لوحظت، مثل صور الرئيس الثالث توماس جيفرسون أثناء توليه منصبه (عام 1805)، وفيما بعد على صورة رئيس القضاة جون مارشال.

### أسفاره
عُرف بيل بطبيعته (المتنقلة)، فقد زار أوروبا عدة مرات لدراسة فن (وارد). سافر بيل طوال حياته عابرًا نصف الكرة الغربي بحثًا عن الإلهام والفرص كفنان. وقد ساعد والده في تعويض تكاليف سفره إلى باريس، حيث أقام هناك من يونيو إلى سبتمبر عام 1808، ومرة أخرى من أكتوبر عام 1809 إلى نوفمبر عام 1810. درس بيل في باريس أعمال جاك لويس ديفيد، التي أثرت عليه في الطلاء على الطراز الكلاسيكي الحديث. وقد رسم المستكشف الشهير ألكسندر فون هومبولت والعديد من الرعاة الآخرين المشهورين مثل جوزيف لويس جاي لوساك وفرانسوا أندريه مايكو.
وبعد نجاحاته في فرنسا، عاد بيل إلى فيلادلفيا في عام 1810. وقد عرضت جهوده لإثبات معرفته وإتقانه للفن في لوحته الابنة الرومانية (1812). وقد اعتبر شعب فيلادلفيا هذه اللوحة (مثيرة) للغاية ولم يكن متعاطفًا مع مساعيه الرامية إلى (تحسين حالة الفنون الجميلة في أميركا) في القرن التاسع عشر. في خضم المصاعب الاقتصادية للحرب عام 1812، شجع الرئيس جيفرسون (الذي وعد بشراء صورة واشنطن عام 1795، ولكنه لم يستطع الوفاء بوعده) بيل على الذهاب إلى أوروبا بدلًا من ذلك، حيث قال: «يوجد عبقري بيننا ولكن لا توجد ثروة عاطلة لمكافأته».

### متحف بيل في مدينة بالتيمور
تولى رامبرانت بيل دور والده في تأسيس متحف فيلادلفيا الأمريكي في مدينة أخرى، وكان والده قد أسسه في عام 1786 ولم ينجح في مدينة فيلادلفيا. افتتح بيل أول متحف له فور وصوله إلى بلدية بالتيمور في ماريلاند بتاريخ 15 أغسطس عام 1814، حيث أسسه في شارع هوليدي بين شارعي إيست ساراتوجا وليكسنغتون، وقد كان أول مبنى في أمريكا يُبنى ليكون بمثابة متحف، وأصبح فيما بعد في مكان مجلس مدينة بالتيمور الثاني من عام 1830 حتى 1875، وهي مدرسة أمريكية أفريقية رُممت في عام 1931 كمتحف للبلدية. ورُمم المتحف وجُدد في عام 1981 وأُعيد افتتاحه ليكون متحف بيل. دُمج المتحف مع نظام متاحف بالتيمور سيتي لايف في مدينة بالتيمور عام 1985 وأُغلق في عام 1997. كان بيال متعمدًا أساسًا أن يكون المتحف للفنون والعلوم، وقرر عرض أعمال فنية ومنتجات مصنعة فقط بدلًا من ذلك.
أُضيء المتحف بعناية باستخدام الغاز وذلك على غرار شقيقه روبنز في فيلادلفيا، وترك هذا الابتكار انطباعًا رائعًا. وحصل بيل على براءة اختراع هامة للإضاءة باستخدام الغاز وأسس مع بعض الشركاء شركة الإضاءة الغازية الناجحة في بالتيمور. ولكن بيل كان سيء الإدراك بالعمل التجاري ولم يعمل سوى أقل القليل لإدارة الشركة مما أدى إلى إجباره على الخروج بعد بضعة سنوات بسبب حرب عام 1812.
جمع بيل الطموح أمواله وحاول كسب المزيد من المال من خلال لوحاته السابقة من أجل طموحه بالسفر إلى روما في عام 1828. وقد أخذ معه ابنه مايكل أنجلو البالغ من العمر 15 عامًا وهو فنان شاب حازم نسخ لوحات والده إعجاب. وقد عرض بيل بنجاح صور هوراشيو غرينو وواشنطن كباتري باتر في أكاديمية فلورنتين.
توفي بيل في 12 يونيو 1860 في فيلادلفيا ودفن في مقبرة وودلاندز في فيلادلفيا الغربية.

### أعماله
عُرضت ونوقشت أعماله في كتاب (السعي إلى الشهرة: رامبرانت بيل من عام 1778 حتى 1860)، ومنها لوحة واشنطن العاصمة، في معرض اللوحات الوطني مؤسسة سميثسونيان في عامي 1992 و1993، وصورة مارغريت إيرفين ميلر التي تجسد قدرة بيل على نقل القصة وإبراز الشخصيات عبر تصرفه بحرية في الطريقة التي يصور بها جلساته. والتي رفعت من مكانة السيدة ميلر فيما بعد في مجتمع فيلادلفيا بحكم ولادتها في الطبقة العاملة. إن تصنع السيدة ميلر ونظرتها البسيطة تشير إلى أنها امرأة من الطبقة العاملة رغم ملابسها الأرستقراطية. إذ يجسد بيل لوحاته في مطابقة دقيقة بارعة في أفضل الشروط.
رسم بيل صورة لأخيه روبنز أصغر الأطفال الستة في عام 1801، الذين دائمًا ما كانوا يعملون بالزراعة ويميلون إلى الحياة الطبيعية. فقد جسد بيل أخيه بجانب نبات الغرنوقي. وتدل هذه اللوحة على إعجاب الفنان بحب الأخوة للطبيعة، وقد تكون مستوحاة من الفنان الهولندي ديفيد تينير الأصغر في القرن السابع عشر والذي رسم سلسلة من اللوحات الزيتية على النحاس تمثل الحواس الخمس. تشبه لوحته (الرائحة) إلى حد كبير لوحة (رامبرانت بيل). إذ تجسد لوحة رامبرانت جوهر راحة البال لدى البستاني الصغير/الفنان، الذي ينظر بلباقة في وضع من العجب والهدوء.
رسم بيل لوحة أب الوطن في عام 1824، من خلال مستطيل يدعم إكليل بيضاوي يحيط بصورة جذابة لجورج واشنطن. وقد كانت أكثر لوحات بيل نجاحًا خلال 50 سنة من مهنته والتي ألهمت جون مارشال للوحة مماثلة يرسمها له بيل في نفس الأسلوب. وقد تعرضت اللوحة لانتقادات بسبب افتقارها للأصالة، حيث لم تكتمل إلا بعد وفاة واشنطن (1799). ومع ذلك، تلقى بيال إشادة بسبب صورته من قبل العديد من السياسيين البارزين مثل ابن أخ واشنطن القاضي بشرود واشنطن، الذي كان مساعدًا لقاضي المحكمة العليا في الولايات المتحدة ومارشال.
تصور صورة بيل الكلاسيكية الجديدة الابنة الرومانية في فتاة شابة تحمي والدها السجين داخل السلاسل وتغذيه من ثديها، حسبما ورد رمز (الخير الروماني) في صفحات بليني. إذ تظهر هذه اللوحة التعاطف والدفاع العظيم، وإن نسخته من ملاك لوحة الرسال كوريدجو والرسم الرمزي الهائل في محكمة الموت (عام 1820) تكشف عن نفس الأسلوب الفني.

## إرثه
أكمل رامبرانت بيل أكثر من 600 لوحة. وقد رسم صور للعديد من الشخصيات البارزة، بما في ذلك الرئيس الأميركي جورج واشنطن وتوماس جيفرسون ورئيس القضاة جون مارشال وجون سي. كالهون. توجد لوحاته في العديد من المجموعات العامة.
كان رأي ابن أخيه جورج إيسكول سلرز أن رافاييل بيل كان يعتبر أكثر أطفال الفنان تشارلز ويلسون بيل موهبةً.

## المجموعات

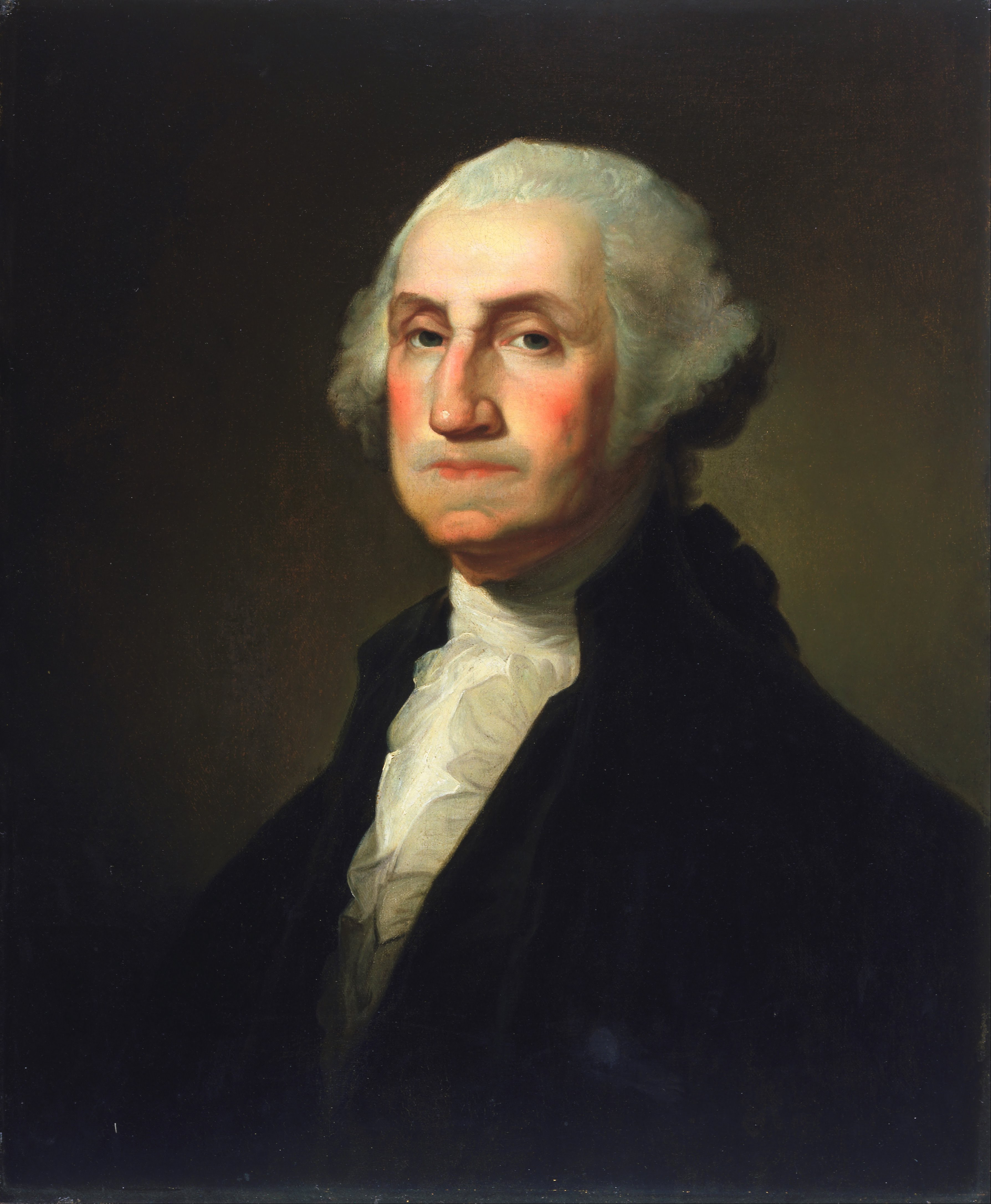
بورتريه جورج واشنطن (1795–1823)

وفيما يلي قائمة جزئية بالمجموعات التي تحمل أعمالًا قام بها رامبرانت بيل:
- واشنطن العاصمة: المتحف الوطني للفنون الأميركية ومعرض اللوحات الوطني، مؤسسة سميثسونيان.
- بالتيمور في ماريلاند: متحف بيل، متحف بالتيمور للفنون، المجتمع التاريخي لماريلاند، متحف والترز للفنون.
- فيلادلفيا في بنسلفانيا: الجمعية التاريخية لبنسلفانيا، متحف أوايت كنت، أكاديمية بنسلفانيا للفنون الجميلة.
- ديترويت في ميتشيجان: معهد ديترويت للفنون.
- كولومبوس في جورجيا: متحف كولومبوس.
- برمنغهام في ألاباما: برمنغهام متحف الفن.
- نيويورك: متحف بروكلين، متحف بيل في نيويورك.
- نيو لندن في كونيتيكت: متحف ليمان آلين الفني.
- دالاس في تكساس: متحف دالاس للفنون، المجموعة الأميركية الحديثة.
- بيتسفيلد في ماساتشوستس: متحف بيركشاير.
- فيلادلفيا في بنسلفانيا: متحف فنون جامعة لاسال.[21]

## لوحات بارزة أخرى
- تشارلز ويلسون بيل، في الجمعية التاريخية لبنسلفانيا في فيلادلفيا عام 1812.
- واشنطن قبل يوركتاون، في معرض كوركوران للفنون في عام 1824.
- جون سي. كالهون، في متحف جيبس للفنون في عام 1834.
- الأخوات إلينور وروزالبا بيل وصندوق إمبتوس هيلي، في متحف بروكلين في عام 1826.
- الجنرال توماس سومتر، في متنزه الاستقلال الوطني التاريخي في فيلادلفيا عام 1796.
- السيدة ماربوري، وهي مجموعة خاصة في عام 1797.
- نحت، في متحف أتواتر كينت في فيلادلفيا عام 1812.
- ديويت كلينتون، في الجمعية التاريخية لبنسلفانيا في فيلادلفيا في عام 1823.
- ماري جين بيل وإليز بيل باترسون دي جولبي تورو، في نيويورك عام 1823.
- إلينور مي شورت بيل، في مجموعة خاصة عام 1836.
- ويليام هنري هاريسون، في متحف غروس لاند (بيت ويليام هنري هاريسون) في فينسين.

## إثبات صورة شخصية
فحص معرض اللوحات الوطني في لندن عام 1914 لوحة لرسام كندي على معرفة بالرسام البريطاني جورج كلينت (والذي كان أسلوبه يشبه بيل وقد ادعى أن الصورة كانت خاصة به). وقد أكدوا مبدئيًا أنها عمل فني لكلينت. وعندما فحص المعرض تاريخ اللوحة في وقت لاحق: تبين أن الممثل الكوميدي الإنجليزي تشارلز ماثيوز وصل إلى نيويورك عام 1822 وغادر بعد فترة وجيزة بعد أن استقبله بيل ليرسمه في لوحة شخصية.

## وصلات خارجية
- رامبرانت بيل على موقع الموسوعة البريطانية (الإنجليزية)
- رامبرانت بيل على موقع فايند أغريف